# Meissa
Meissa (λ Ori / λ Orionis / Lambda Orionis), o Heka, è una stella della costellazione di Orione. La distanza dalla Terra è di circa 1060 anni luce. Il nome deriva dall'arabo al-maisan e al-haq'ah. Meissa è una stella doppia che si può risolvere con un piccolo telescopio, ed appartiene all'ammasso stellare Collinder 69.

## Osservazione
Si tratta di una stella situata nell'emisfero celeste boreale, ma molto in prossimità dell'equatore celeste; ciò comporta che possa essere osservata da tutte le regioni abitate della Terra senza alcuna difficoltà e che sia invisibile soltanto nelle aree più interne del continente antartico. Nell'emisfero nord invece appare circumpolare solo molto oltre il circolo polare artico. Essendo di magnitudine 3,39 la si può osservare anche dai piccoli centri urbani senza difficoltà, sebbene un cielo non eccessivamente inquinato sia maggiormente indicato per la sua individuazione.
Il periodo migliore per la sua osservazione nel cielo serale ricade nei mesi compresi fra fine ottobre e aprile; da entrambi gli emisferi il periodo di visibilità rimane indicativamente lo stesso, grazie alla posizione della stella non lontana dall'equatore celeste.

## Dati fisici
Meissa è una stella binaria le cui componenti sono separate da 4,4 secondi d'arco, la principale è una gigante blu di tipo spettrale O8III molto più calda del sole (35.000 K), con una luminosità che è 65.000 quella solare e una massa 28 volte superiore. La compagna è una stella di classe B0.5V 5.500 volte più luminosa del Sole e una temperatura superficiale di 25400 K.
La coppia di stelle fa parte dell'ammasso di Lambda Orionis, ed è circondata da un enorme anello di gas del diametro di 150 anni luce che viene illuminato dalle stelle del sistema.